# چبیکوو (شهرستان میشکینسکی، باشقیرستان)
چبیکوو (انگلیسی: Chebykovo, Mishkinsky District, Republic of Bashkortostan) یک شهرک در شهرستان میشکینسکی استان باشقیرستان کشور روسیه است.